# Teorian
Teorian (zm. po 1171) – teolog bizantyński z XII wieku.
Teorian żył w XII wieku. Został przez cesarza obdarzony tytułami magistra i filozofa (maístor kaj philosophos). Dwukrotnie posłował z ramienia cesarza Manuela I Komnena do przywódcy Kościoła armeńskiego, katolikosa Nersesa IV w sprawie unii religijnej (1169 r.) i do katolikosa syryjskich jakobitów Teodora (1171 r.). Poselstwa nie doprowadziły do porozumienia. Ich przebieg Teorian opisał w dwóch pismach. W pierwszym zawarł, oprócz sprawozdania, główne punkty listu cesarza Manuela I w kwestiach chrystologicznych, oparte na twórczości teologicznej Ojców Kościoła: Atanazego, Bazylego Wielkiego, Grzegorza z Nazjanzu i Cyryla z Aleksandrii. W drugim piśmie przedstawił sprawozdanie z rozmów przeprowadzonych z Teodorem. Oba utwory posiadają niewielką wartość literacką, stanowią natomiast ważne źródło do dziejów religii.
Teorian jest również autorem listu Do kapłanów w Orejne (Ejs tus en Orejné hieréjs), w którym porusza kwestie sporne między Grekami i Łacinnikami, dotyczące między innymi rytuału przestrzegania postu w soboty i małżeństw księży.